# Guy-Manuel de Homem-Christo
Guillaume Emmanuel "Guy-Manuel" de Homem-Christo (Neuilly-sur-Seine, Isla de Francia, 8 de febrero de 1974) es un rapero, cantante, DJ, músico y productor francés  conocido por ser miembro de Daft Punk junto a Thomas Bangalter. También fue cofundador y miembro del grupo Le Knight Club y fundador de la discográfica Crydamoure. 

## Vida personal
Guy-Manuel de Homem Christo nació en Neuilly-sur-Seine, un suburbio de París. Es de ascendencia portuguesa, y ha señalado que su bisabuelo fue el escritor Homem Christo Filho. En una entrevista en vídeo, declaró que en torno a los 7 años le regalaron una guitarra y un teclado de juguete. Finalmente, a los 14 años le regalaron una guitarra eléctrica. Asimismo, expresó que por lo general utiliza una guitarra para escribir música. De Homem-Christo es también cofundador del grupo Le Knight Club, junto con Éric Chedeville de Pumpking Records. Ellos son los fundadores de la compañía discográfica Crydamoure, cuyo nombre viene de una variación de la frase francesa 'cri d'amour o 'grito de amor' en español. Crydamoure también publicó el trabajo del hermano de Homem-Christo, Paul de Homem-Christo, bajo el nombre de Play Paul. En lo que respecta a Crydamoure, declaró:

Thomas y yo tenemos los mismos gustos musicales. Cuando hago discos para Crydamoure son de un estilo diferente a lo que puede acabar como música de Daft Punk. Yo sé lo que le gusta Thomas, y él sabe lo que me gusta. Crydamoure no está tan orientada a la producción, incluso si no está demasiado lejos de Daft Punk. El material de Daft Punk es más orquestado y ligeramente diferente. Yo podría estar trabajando en una muestra para Crydamoure, y tal vez nadie más puede oír la diferencia, sólo nosotros.

En cuanto a su vida personal, tanto él como Thomas Bangalter han expresado su poco interés en ser una celebridad. El dúo muy raramente concede entrevistas, de Homem-Christo se puede citar como el más callado y más introvertido ya que rara vez habla en una entrevista. En cuanto a trabajar y colaborar con otros artistas, lo ve como una cuestión de tiempo y creatividad, más que la fama y la oportunidad.

## Colaboraciones
- 2006: Junto con el otro miembro de Daft Punk (Thomas Bangalter) produce y dirige la película Daft Punk's Electroma.
- 2007: Guy-Manuel y Thomas (Daft Punk), colaboran en la canción Stronger del cantante Kanye West
- 2008: Guy-Manuel produce Sexuality, El nuevo material de Sébastien Tellier.
- 2010: Guy-Manuel produce NightCall, el nuevo EP de Kavinsky.
- 2010: Guy-Manuel y Thomas (Daft Punk), producen la música para la película Tron: Legacy de Walt Disney
- 2014: Él y Bangalter (Daft Punk), colaboran en la canción Gust Of Wind del cantante Pharrell Williams
- 2016: Regresa con Bangalter, componiendo y produciendo Starboy y I Feel it Coming con The Weeknd
- 2017: Produce y coescribe junto con Thomas Bangalter y Parcels el sencillo Overnight
- 2023: colabora con Travis Scott en su álbum Utopia